# Kornspindling
Kornspindling (Cortinarius olidus) är en svampart som beskrevs av J.E. Lange 1935. Kornspindling ingår i släktet Cortinarius och familjen spindlingar.  Arten är reproducerande i Sverige. Inga underarter finns listade i Catalogue of Life.